# Aïn El Hadjar
Aïn El Hadjar (em árabe: عين الحجر) é uma comuna localizada na província de Saïda, Argélia. De acordo com o censo de 2008, a população total da cidade era de 29 022 habitantes.